# Пюимангу
Пюимангу́ (фр. Puymangou) — коммуна во Франции, находится в регионе Аквитания. Департамент — Дордонь. Входит в состав кантона Монпон-Менестероль. Округ коммуны — Перигё.
Код INSEE коммуны — 24343.

## География
Коммуна расположена приблизительно в 450 км к югу от Парижа, в 65 км северо-восточнее Бордо, в 55 км к западу от Перигё.

### Климат
Климат умеренный океанический со средним уровнем осадков, которые выпадают преимущественно зимой. Лето здесь долгое и тёплое, однако также довольно влажное, здесь не бывает регулярных периодов летней засухи. Средняя температура января — 5 °C, июля — 18 °C. Изредка вследствие стечения неблагоприятных погодных условий может наблюдаться непродолжительная засуха или случаются поздние заморозки. Климат меняется очень часто, как в течение сезона, так и год от года.

## Население
Население коммуны на 2010 год составляло 94 человека.
| 1962 | 1968 | 1975 | 1982 | 1990 | 1999 | 2010 |
| ---- | ---- | ---- | ---- | ---- | ---- | ---- |
| 134  | 147  | 119  | 98   | 99   | 101  | 94   |

## Администрация
| Период | Период | Фамилия              | Партия        | Примечания        |
| ------ | ------ | -------------------- | ------------- | ----------------- |
| 2001   | 2008   | Этьяннет Массе-Балан |               |                   |
| 2008   | 2014   | Клод Рузо            | Разные правые | фермер, пенсионер |
| 2014   | 2020   | Анна Боскарден       |               |                   |

## Экономика
В 2010 году среди 48 человек трудоспособного возраста (15-64 лет) 34 были экономически активными, 14 — неактивными (показатель активности — 70,8 %, в 1999 году было 69,5 %). Из 34 активных жителей работали 30 человек (20 мужчин и 10 женщин), безработных было 4 (2 мужчин и 2 женщины). Среди 14 неактивных 4 человека были учениками или студентами, 4 — пенсионерами, 6 были неактивными по другим причинам.

## Фотогалерея
- Мэрия
- Интерьер церкви Св. Стефана
- Замок Пюимангу